# 堀越徹
堀越 徹（ほりこし とおる、1955年 - ）は元日本テレビのプロデューサーで、日本テレビ音楽常務取締役などを経て、現在は福島中央テレビ常務取締役。栃木県足利市出身。血液型はO型。

## 経歴・人物
1978年、上智大学文学部新聞学科卒。同年日本テレビ放送網入局。同期に初川則夫がいる。同社コンテンツ事業局総務兼コンテンツセンター長兼映画事業部長、日本テレビ音楽常務取締役、日本テレビサービス代表取締役社長を経て2015年6月1日付で福島中央テレビ常務取締役。
日本テレビで長くアニメーションのプロデューサーを務めていた。学生時代から石森章太郎（石ノ森章太郎）ファンクラブに参加しており、多くの記事やインタビューでアニメ、漫画好きだったとコメントしている。大学やファンクラブの仲間が多数マスコミに従事しているため業界に知己が多い。
2006年から2008年までの3年間、東京国際アニメフェアで功労者顕彰の選考委員を務めた。
アニメ制作から離れてからテレビ番組のマルチユースを担当、『進め!電波少年』でユーラシア大陸を横断した猿岩石の「猿岩石日記」の出版プロデューサーも担当。出版部長、通販事業部長、ライツ事業部長などを歴任。奥田誠治プロデューサーとは30年来の盟友である。

## 主な作品（制作、プロデュース）

### テレビ
- 100万年地球の旅 バンダーブック（※入局後初の担当作品、フィルムクレジットは「制作アシスタント」）
- 大恐竜時代
- ルパン三世 (TV第2シリーズ)（制作担当）
- キャプテン
- きまぐれオレンジ☆ロード
- 太陽の使者 鉄人28号
- 六神合体ゴッドマーズ
- 陽あたり良好!（※実写ドラマ版）
- ブレーメン4 地獄の中の天使たち
- 大自然の魔獣バギ
- フウムーン
- 雲のように風のように
- 三国志
- 三国志II 天翔る英雄たち
- 星雲仮面マシンマン
- ドリモグだァ!!
- 兄弟拳バイクロッサー
- 電脳警察サイバーコップ
- 超電動ロボ 鉄人28号FX
- 昆虫物語 みなしごハッチ
- 魔法の天使クリィミーマミ
- 魔法の妖精ペルシャ
- 魔法のスターマジカルエミ
- 魔法のアイドルパステルユーミ
- 超音戦士ボーグマン
- 燃える!お兄さん
- T・Pぼん
- 来るべき世界
- 機動警察パトレイバー（TVシリーズ）
- ちいさなおばけアッチ・コッチ・ソッチ
- アンドロメダ・ストーリーズ
- 百鬼夜行抄（テレビドラマ・企画）
- Still Life

### 映画
- 劇場版 どうぶつの森（製作委員会参加）
- 20世紀少年（製作）
- 20世紀少年 第2章 最後の希望（製作）
- K-20 怪人二十面相・伝（製作統括）
- 252 生存者あり（製作）
- ヤッターマン（実写映画・製作）
- サマーウォーズ（製作）
- カイジ 人生逆転ゲーム（製作）

## 関連人物
- 池田憲章、大沼弘幸 - 特撮・アニメ関係のライター。大学時代に石ノ森ファンクラブで知り合った。池田と大沼がやっていたWebラジオに堀越をゲストとして招いた。